# Сјмаксис
Сјмаксис (итал. Simaxis) је насеље у Италији у округу Ористано, региону Сардинија.
Према процени из 2011. у насељу је живело 2074 становника. Насеље се налази на надморској висини од 18 м.

## Становништво
Према резултатима пописа становништва 2011. у општини је живело 2.309 становника.
| 1931. | 1936. | 1951. | 1961. | 1971. | 1981. | 1991. | 2001. | 2011. |
| ----- | ----- | ----- | ----- | ----- | ----- | ----- | ----- | ----- |
| 1.160 | 1.353 | 1.704 | 2.062 | 1.908 | 2.022 | 2.173 | 2.157 | 2.309 |